# Un Solo Uruguay
El movimiento Un Solo Uruguay (USU), también conocido como Autoconvocados, es un movimiento de protesta uruguayo integrado por diversos actores del medio agropecuario, comercial, e industrial

## Generalidades
A comienzos de 2018 y en una movida casi espontánea, productores rurales iniciaron una serie de reclamos por su situación, por fuera de los canales institucionales y tomando por sorpresa al gobierno de Tabaré Vázquez. El entonces ministro de ganadería Tabaré Aguerre hizo sus últimas apariciones públicas y posteriormente renunció a su cargo. Realizaron una gran concentración de gente en Durazno, desde donde se leyó una proclama con múltiples reclamos.
Se considera un movimiento difícil de calificar, en donde se conjugan productores agrarios, gremiales rurales y organizaciones sociales. En su plataforma se integran múltiples reclamos de índole económica y tributaria .
Hay quienes vieron aquí el germen de un movimiento político de cara a las elecciones de 2019. Y de hecho, una de sus figuras visibles, Eduardo Blasina, adhirió a la precandidatura de Ernesto Talvi, en tanto que Solís Echeverría fue elegido diputado por Tacuarembó representando a Cabildo Abierto.
La problemática agropecuaria continuó como tema instalado en la agenda política en 2019: "la locomotora del país", "el petróleo uruguayo", "el pulmón de la economía", se convirtieron en frases habituales en boca de los candidatos presidenciales.

## Elecciones del BPS en 2021
A fines de setiembre de 2021, Un Solo Uruguay presenta candidatos en todos los órdenes a las elecciones del Banco de Previsión Social. Luis Lisboa fue el aspirante por los trabajadores, en tanto que la arquitecta Virginia Vaz fue la opción para jubilados y pensionistas, y José Pereyra, por su parte, el candidato por los empresarios. Finalmente, Pereyra se impuso en su orden.

## Futuro político
En el mes de mayo de 2022, se anuncia la intención de que Un Solo Uruguay incursione en la arena política, al manifestarse decepcionados del triunfo de la coalición.
En 2024 se escinde un grupo liderado por Guillermo Franchi, y fundan el Partido por los Cambios Necesarios, que se inscribe ante la Corte Electoral para participar en los comicios internos de junio.